# Spermacoce suaveolens
Spermacoce suaveolens är en måreväxtart som först beskrevs av Georg Friedrich Wilhelm Meyer, och fick sitt nu gällande namn av Carl Ernst Otto Kuntze. Spermacoce suaveolens ingår i släktet Spermacoce och familjen måreväxter. Inga underarter finns listade i Catalogue of Life.